# Waterstofbrug

Een waterstofbrug is een polaire, niet-covalente binding tussen een elektronenpaar op een sterk elektronegatief atoom en een naburig waterstofatoom, gebonden aan een ander sterk elektronegatief atoom. Atomen, die zo elektronegatief  worden, dat daardoor waterstofbruggen ontstaan, zijn zuurstof, stikstof, fluor en soms koolstof. Waterstofbruggen, ook aangeduid als H-bruggen, komen onder meer tussen watermoleculen voor, waar ze van groot belang zijn voor de fysische eigenschappen van water, zoals het smeltpunt en kookpunt ervan en de oppervlaktespanning. Ze komen echter ook in vele andere stoffen voor. Waterstofbruggen met een of twee fluoratomen zijn zelfs beduidend sterker: in het geval van het bifluoride-ion benaderen zij de sterkte van een covalente binding.
Is een waterstofatoom verbonden aan een atoom met een zeer grote elektronegativiteit, zoals fluor, zuurstof, stikstof en in sommige gevallen zelfs koolstof, dan wordt de binding sterk polair. De elektronenwolk verschuift dan in de richting van fluor, zuurstof, stikstof en dit atoom wordt negatief geladen. Het resultaat is dat het aan fluor, zuurstof of stikstof verbonden waterstofatoom positief wordt geladen. Omdat het waterstofatoom zo klein is, is de lading erop sterk geconcentreerd, zodat het met grote kracht een naburig dipoolmolecuul of zelfs een dipool in hetzelfde molecuul zeer dicht aan kan trekken. De waterstofbruggen zijn ongebruikelijk sterk vergeleken met andere dipool-dipoolkrachten.

Methanol

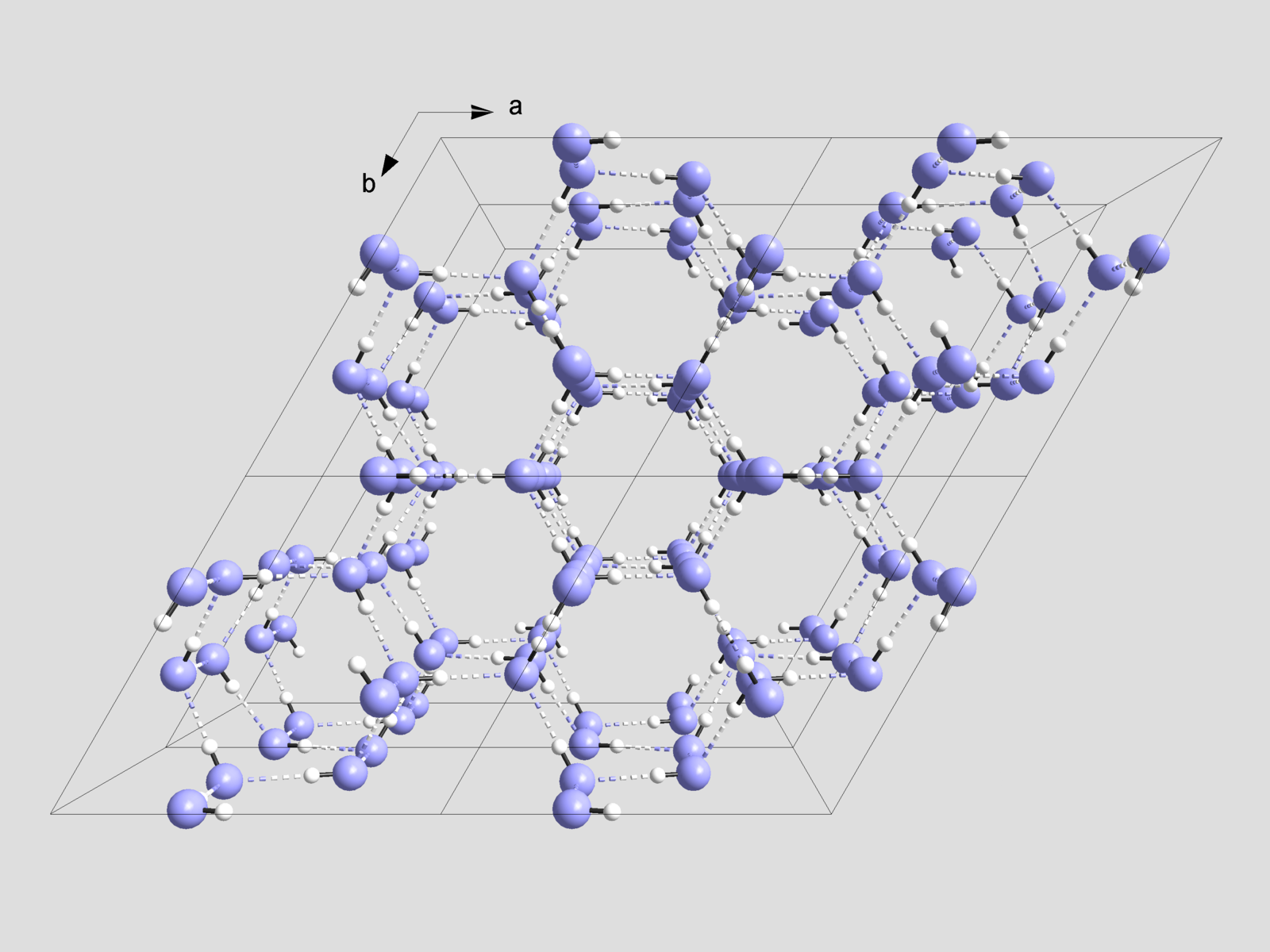
Kristalstructuur van ijs
zuurstof
waterstof

Waterstofbruggen kunnen ook gevormd worden tussen waterstofatomen en elementen die een vrij elektronenpaar bezitten, bijvoorbeeld fluor, zuurstof, stikstof en chloor. Hier wordt de waterstofbrug verklaard door de vorming van een polycentrisch molecuulorbitaal over drie atomen: waterstof, het atoom waar waterstof covalent op is gebonden en het atoom waarmee de waterstofbrug wordt aangegaan. Hierbij gaat het p-orbitaal van het atoom met het vrije elektronenpaar een belangrijke rol spelen.

## Voorkomen
Waterstofbruggen komen onder andere in water en ammoniak voor en ze zorgen er ook voor dat de twee strengen van DNA bijeenblijven door de complementaire baseparen te verbinden. De secundaire structuren van eiwitten, zoals de alfa-helix en de β-plaatstructuur, die met een vouwbladstructuur, worden gevormd door het optreden van waterstofbruggen tussen verschillende peptidebindingen. De waterstofbruggen zijn ook de drijvende kracht achter het hydrofiel of hydrofoob zijn van moleculen of van delen van moleculen.
Waterstofbruggen treden ook op in alcoholen en amines. Zodra een ethanolmolecuul tussen watermoleculen komt, vormt het waterstofatoom van de hydroxylgroep in ethanol een waterstofbrug met een H2O-molecuul. Hierbij komt energie vrij, het is dus een exotherme reactie, 22 kJ per mol bindingen.
Een speciale plaats wordt ingenomen door intramoleculaire waterstofbruggen: waterstofbruggen binnen hetzelfde molecuul. Ze treden onder andere op in α-hydroxyzuren en zijn in tegenstelling tot de intermoleculaire waterstofbruggen zeer stabiel.

## Invloed op stofeigenschappen
Waterstofbruggen zorgen er in ijs voor dat het ijs van 0 °C een kleinere massadichtheid heeft dan water van 0°C. De waterstofbrug O···H—O is namelijk lineair. Dit feit en de veronderstelde sp3-hybridisatie bij het atoom zuurstof heeft tot gevolg dat in ijs net zoals in diamant er tussen de moleculen relatief veel lege ruimte is. Bij het smelten van ijs wordt deze structuur voor een deel verbroken en komen de watermoleculen gemiddeld dichter bij elkaar. IJs heeft een hexagonaal kristalstelsel, waarin alle atomen zuurstof in het midden van een regelmatig viervlak liggen, met op de vier hoekpunten weer een atoom zuurstof.
Het optreden van waterstofbruggen heeft ook effect op het kookpunt van de verbindingen waarin ze voorkomen. Water heeft een hoger kookpunt dan op grond van de plaats ervan in de rij H2X, met X zwavel, seleen, telluur, polonium, kan worden verwacht. Zo is bijvoorbeeld water H2O een vloeistof, terwijl H2S een gas is bij kamertemperatuur.
De sterkte van de waterstofbrug heeft het effect alsof het om een isotoop gaat. Dit zorgt er voor een deel voor dat het smeltpunt van zwaar ijs een aantal graden hoger ligt dan van gewoon ijs en zwaar water zijn hoogste dichtheid bereikt bij ongeveer 11 °C in plaats van ongeveer 4 °C. De vervanging van protonen door deuteronen heeft invloed op de wijze waarop eiwitten zich opvouwen en dit feit wordt gebruikt om het opvouwen van eiwitten te bestuderen.